# Dadra și Nagar Haveli și Daman și Diu
Dadra și Nagar Haveli și Daman și Diu este un teritoriu unional în vestul Indiei. A luat ființă pe 26 ianuarie 2020 prin fuziunea teritoriilor unionale Dadra și Nagar Haveli și, respectiv, Daman și Diu. Teritoriul este format din patru entități geografice separate: Dadra, Nagar Haveli, Daman și insula Diu. Toate cele patru făceau parte din India Portugeză cu capitala în orașul Goa Vechi, fiind administrate de India de la mijlocul secolului al XX-lea.
Daman și Diu au fost stăpânite de portughezi din anii 1500 până când au fost anexate de India pe 19 decembrie 1961. Dadra și Nagar Haveli s-au aflat sub administrație portugheză din 1818 până au fost capturate de forțele pro-indiene în 1954 și au fost anexate formal de India pe 11 august 1961. Portugalia a recunoscut oficial suveranitatea indiană asupra acestor regiuni în 1974 după Revoluția Garoafelor.
Dadra și Nagar Haveli a fost administrat ca un stat de facto, Dadra și Nagar Haveli Liber, înainte să devină un teritoriu unional în 1961. Daman și Diu au fost administrate ca parte a teritoriului unional Goa, Daman și Diu între 1962 și 1987, devenind un teritoriu unional aparte când Goa a fost ridicat la rangul de stat federal.
În 2019 Guvernul Indiei a propus fuzionarea celor două teritorii pentru a reduce dublarea serviciilor și costurile administrative. Legea respectivă a fost adoptată de Parlament pe 26 noiembrie 2019 și a intrat în vigoare pe 26 Ianuarie 2020. Înainte de aceasta cele două teritorii aveau deja un administrator și funcționari guvernamentali comuni.
Teritoriul constă din trei enclave și o insulă. Dadra este o enclavă în interiorul statului Gujarat. Nagar Haveli este o enclavă de forma literei C între statele Gujarat și Maharashtra, care, la rândul ei, conține o enclavă a Gujaratului din jurul satului Maghval.  Daman este o enclavă pe coasta Gujaratului și Diu este o insulă lângă coasta acestui stat. Reședința teritoriului este orașul Daman.
Teritoriul este organizat administrativ în trei districte:
| No. | District              | Suprafață, km2 | Populație, (2011) | Densitate, per/km2 |
| --- | --------------------- | -------------- | ----------------- | ------------------ |
| 1   | Daman                 | 72             | 190,855           | 2,650.76           |
| 2   | Diu                   | 40             | 52,056            | 1,301.40           |
| 3   | Dadra și Nagar Haveli | 491            | 342,853           | 698.27             |
|     | Total                 | 603            | 585,764           | 971.42             |

Limbile oficiale sunt gujarati, hindi, marathi și engleza.